# Maison du Sagittaire
La Maison du Sagittaire est située dans le centre-ville d'Amiens dans le département de la Somme.

## Historique
Cette maison, datant du XVIe siècle, était autrefois un commerce appartenant à Jean Bultel, un drapier de Corbie qui l'avait fait édifier en 1593. Située rue des Vergeaux près de la poste actuelle, elle fut détruite lors du bombardement allemand du 19 mai 1940, au début de la Seconde Guerre mondiale. Sa façade avait été ignifugée pendant l'entre-deux guerres ce qui la protégea de l'incendie consécutif au bombardement. La façade est protégée au titre des Monuments historiques (classement par arrêté du 21 décembre 1941).
Après 1945, la façade fut démontée pierre à pierre et remontée devant un nouveau bâtiment tout à côté du Logis du Roi avec lequel elle communique désormais.

## Caractéristiques
La façade en pierre blanche de la maison s'élève sur trois niveaux, elle est de style Renaissance même si les deux grandes baies qui la composent sont encore d'inspiration gothique. On attribue sa construction à Charles Bullant, neveu de Jean Bullant, architecte du château d'Ecouen. Cette façade est richement décorée de sculptures dont deux petits sagittaires qui donnèrent leur nom à la maison. Une Vierge à l'Enfant et des sculptures allégoriques telles l’Affliction représentée par une femme enchaînée armée d’un poignard dont elle se transperce la poitrine et la Piété figurée par une autre femme qui tient dans ses bras une cigogne, tandis qu’une autre cigogne apporte dans son bec un serpent, symbole de la piété filiale. Ce serait une allusion à la duchesse de Longueville, mère du Gouverneur de Picardie, enfermée avec ses trois filles au Logis du Roi, de 1589 à 1592, selon Jacques Foucart. Ces thèmes allégoriques sont inspirées de l'Iconologie de Cesare Ripa.

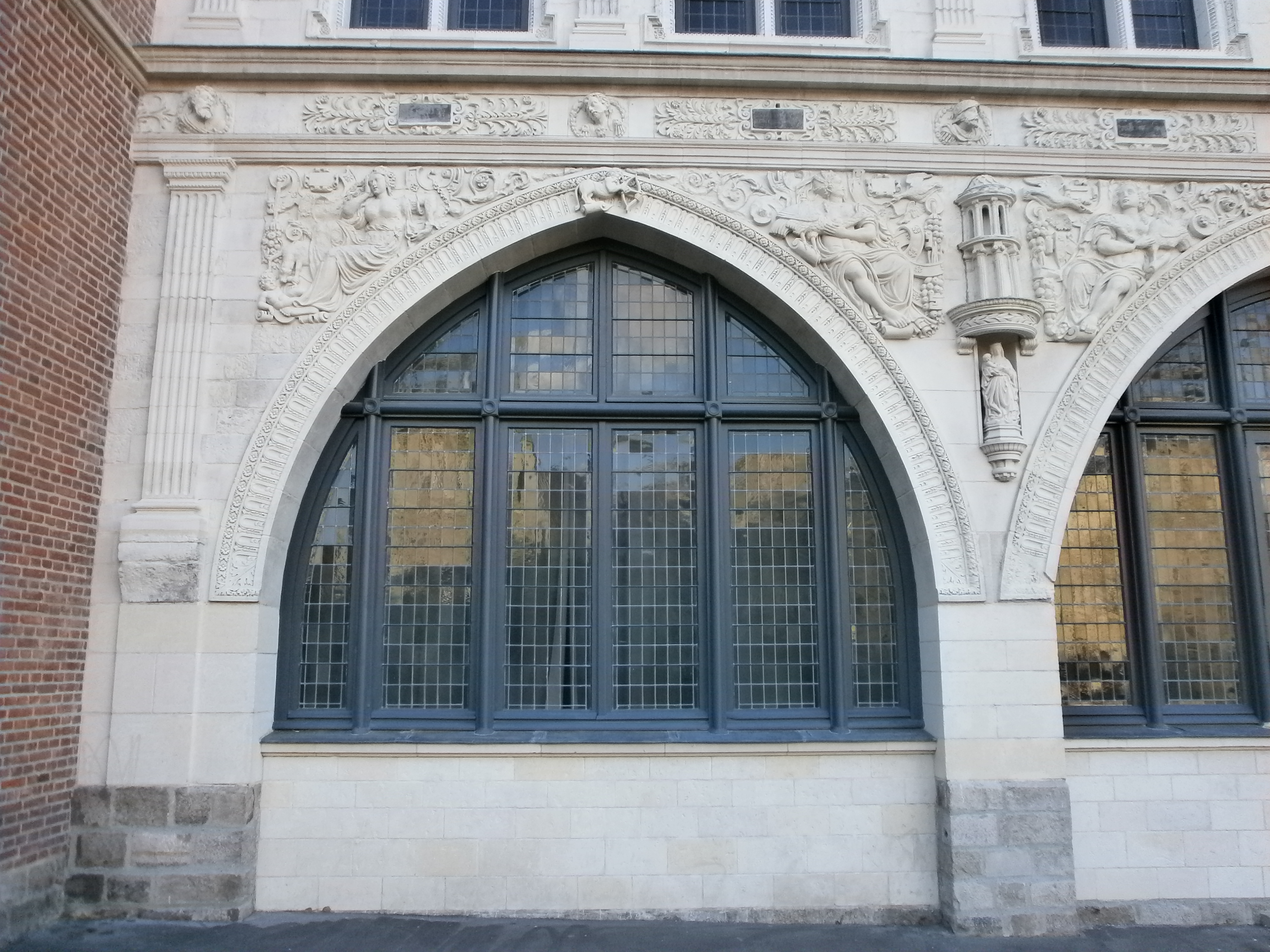
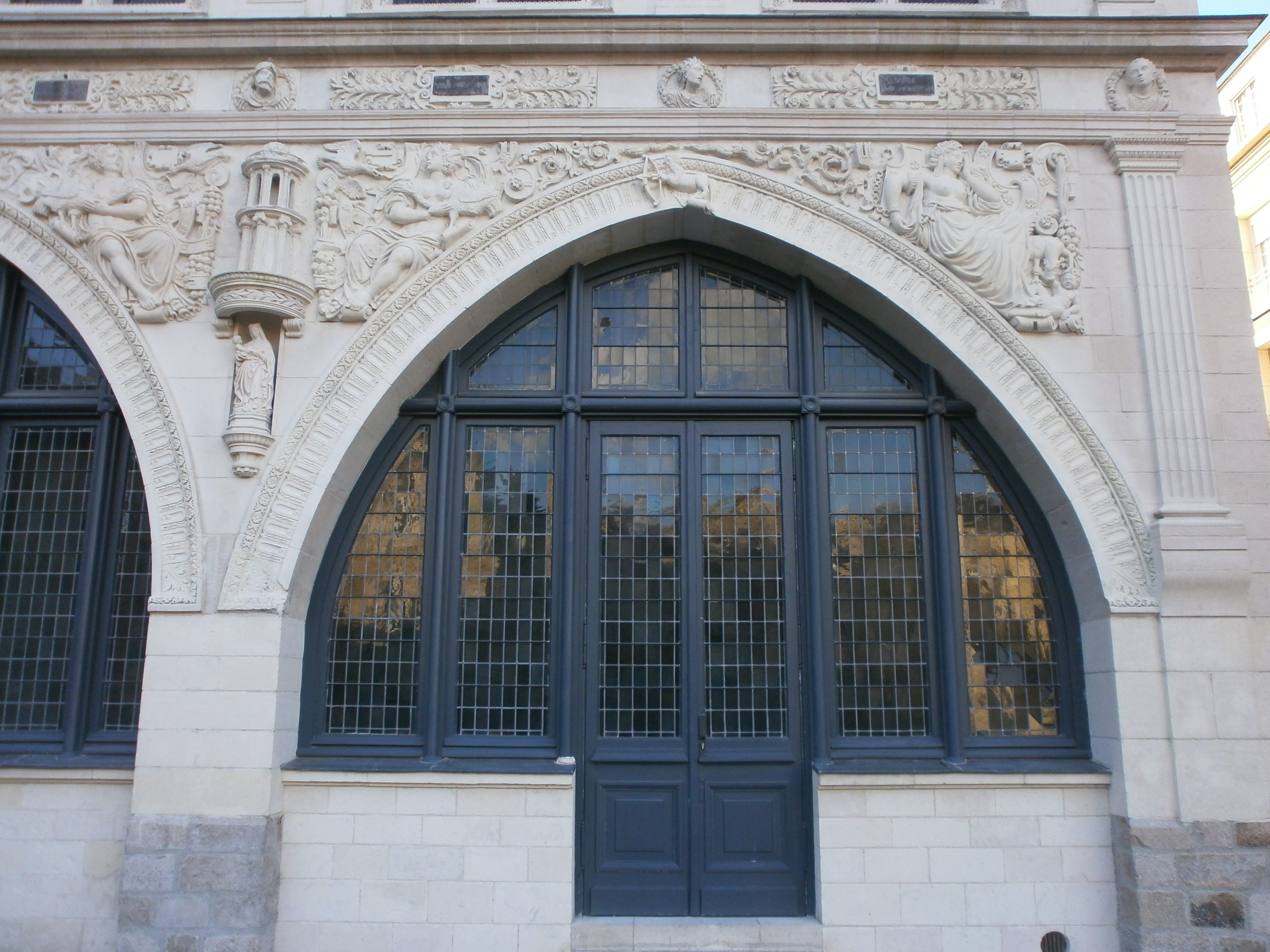